# 향화도항
향화도항은 전라남도 영광군 염산면 옥실리에 위치한 어항이다. 어촌정주어항으로 지정하여 관리하고 있다. 어항관리청은 영광군수이다.

## 연혁
2010년 7월 22일 영광군에서 어촌정주어항으로 지정 고시하였다.

## 어항구역
본 항의 어항구역은 다음과 같다.
- 수역: ① 기점에서 SE측으로 약 110m 이동한 암반노출 지점 (X:141,750.76, Y:185,699.84)에서  시작하여 ② SSW측으로 약 190m 이동한 지점(X:141,658.42, Y:185,532.04)과 ③ 이지점에서 WNW측으로 약 265m 이동한 지점 (X:141,425.99, Y:185,659.96)에서 ④ 다시 NNW측으로 280m 이동한 지점 (X:141,560.99, Y:185,905.26)에서 ⑤ 마지막으로 이 지점에서 ESE측으로 약 76M 이동하여 해안선과 접속한 지점(X:141,628.23, Y:185,868.26)을 순차적으로 연결한 선내 수역
- 육역: 영광군 염산면 옥실리 1106-40잡 일원(13,660m2)